# Lúcio Cecílio Metelo Denter
Lúcio Cecílio Metelo Denter (320 a.C.–284 a.C.; em latim: Lucius Caecilius Metellus Denter) foi um político da gente Cecília da República Romana, eleito cônsul em 284 a.C. com Caio Servílio Tuca. Era filho ou sobrinho do tribuno da plebe em 316 a.C., Quinto Cecílio, e foi o primeiro de sua gente a receber o cognome "Metelo" (em latim: Metellus), que, daí pra frente, foi dado a todos os membros da gente Cecília. Denter pode ter sido pai de Lúcio Cecílio Metelo, cônsul em 251 e 247 a.C.

## Consulado (284 a.C.)
Foi eleito cônsul em 284 a.C. com Caio Servílio Tuca. Liderou um exército contra os gauleses sênones liderados por Britomaro na Batalha de Arrécio, na qual os romanos foram aniquilados.
Há alguma controvérsia a respeito da data da morte de Metelo Denter. Algumas fontes afirmam que ele foi morto em 284 a.C., na Batalha de Arrécio, enquanto outros alegam que ele teria morrido no ano seguinte, depois de ter assumido o posto de pretor, mas sempre em combate contra os sênones. Esta última teoria, porém, não leva em conta o quão improvável teria sido para um cônsul ser eleito pretor apenas um ano depois de seu consulado, especialmente depois de uma derrota.